# Matematisk studentereksamen
Matematisk studentereksamen blev indført ved gymnasiereformen i 1871. Indtil da havde den lærde skole, latinskolen, som gymnasiet hed dengang, koncentreret sig om sprogene oldgræsk og latin samt hebræisk.
Industrialiseringen i Danmark stillede krav om nye fag i skolen, nemlig de tekniske fag. Polyteknisk Læreanstalt var blevet oprettet i 1829, men den lærde skole forberedte ikke til denne fortsættelse, men var fra gammel tid baseret på en videre løbebane inden for teologien.
Den nye studentereksamen kaldtes matematisk-naturvidenskabelig linje. Indtil gymnasiereformen i 1903 skulle de studerende på denne linje også lære latin, og som kompensation for, at de ikke fik græsk sprog og historie, indførtes faget oldtidskundskab.
| Skole | Spire Denne artikel om en skole, en uddannelsesinstitution eller uddannelse er en spire som bør udbygges. Du er velkommen til at hjælpe Wikipedia ved at udvide den. |